# Nannolepis
Nannolepis è un genere di pesci ossei estinto, appartenente ai peltopleuriformi. Visse nel Triassico medio – superiore (Ladinico – Carnico, circa 242 – 235 milioni di anni fa) e i suoi resti fossili sono stati ritrovati in Europa.

## Descrizione
Questo pesce era di medie dimensioni e solitamente non superava la lunghezza di 30 centimetri; in ogni caso, era di dimensioni sicuramente superiori a quelle di altri pesci molto simili, come Peltopleurus, Cephaloxenus e Peripeltopleurus. Nannolepis era caratterizzato dalla presenza di una fila di scaglie strette e sottili, molto alte, disposte lungo i fianchi; nella specie tipo Nannolepis elegans queste scaglie erano almeno 75 e coprivano gran parte dei fianchi. Il cranio doveva essere piuttosto simile a quello di Peripeltopleurus, in particolare per quanto riguarda la struttura della volta cranica; le fauci erano costituite da ossa strette e allungate. Le pinne erano piuttosto piccole, e la pinna anale e quella dorsale erano posizionate nell'ultimo terzo del corpo. Le pinne pelviche erano opposte al margine anteriore della pinna dorsale, mentre la pinna caudale era profondamente biforcuta e quasi simmetrica. 

## Classificazione
Nannolepis venne descritto per la prima volta nel 1977 da Griffith, sulla base di resti fossili ritrovati nei pressi di Polzberg in Austria, in terreni risalenti alla prima parte del Triassico superiore. La specie tipo è Nannolepis elegans. Altri fossili attribuiti a Nannolepis provengono dalla formazione di Besano, in terreni del Triassico medio dell'Italia e della Svizzera. 
Nannolepis è un rappresentante dei peltopleuriformi, un gruppo di pesci solitamente di piccole dimensioni tipici del Triassico e caratterizzati da scaglie molto alte; non è chiara la classificazione di Nannolepis nell'ambito del gruppo, ma alcune caratteristiche (volta cranica, denti palatali, struttura delle scaglie) richiamano quelle del minuscolo Habroichthys, anch'esso noto dal giacimento di Besano.